# أكيدولتشي
أكيدولتشي (بالإيطالية: Acquedolci)‏ هي بلدية في مقاطعة ميسينا في صقلية الإيطالية.

## السكان
في سنة 1861 بلغ عدد السكان 109 نسمة، وتطور العدد ليصل في سنة 2011 لـ 5٬744 نسمة.
يظهر هذا المخطط البياني تطور النمو السكاني لـ أكيدولتشي

## وصلات خارجية
- الموقع الرسمي